# Aspergillus unilateralis
Aspergillus unilateralis är en svampart som beskrevs av Thrower 1954. Aspergillus unilateralis ingår i släktet Aspergillus och familjen Trichocomaceae.   Inga underarter finns listade i Catalogue of Life.